# あっぱれ!!さんま新教授
『あっぱれ!!さんま新教授』（あっぱれさんましんきょうじゅ）は、フジテレビ系列局で放送されていた明石家さんま司会のバラエティ番組である。制作局のフジテレビでは2007年10月7日から2009年9月27日まで放送。

## 概要
2007年9月まで放送されていた『あっぱれ!!さんま大教授』の発展版ならびに放送枠拡大版として放送。週替わりで聴講生3名を迎え、毎回様々な雑学を学問と称して紹介していた。
フジテレビでの放送時間は、2008年3月23日までは日曜 13:10 - 13:55だったが、直前枠で放送されていた『ウチくる!?』の放送枠縮小を受けて13:00 - 13:45に繰り上がった。13:00放送開始になったのは、30分番組時代の『あっぱれ!!さんま大教授』以来3年ぶりである。
2007年12月23日には13:10 - 14:25の拡大版「あっぱれ!!さんま新教授イブイブSPECIAL」が、2008年10月19日には12:00 - 13:45の拡大版「あっぱれ!!さんま新教授秋の新学期 予習復習スペシャル」が放送された。また、2008年8月3日放送分ではさんまが総合司会を務めた『FNS27時間テレビ!! みんな笑顔のひょうきん夢列島!!』のハイライトが放送されたが、ジャニーズ事務所の関係者が出演した『さんま・中居の今夜も眠れない』『生さんタク』『HEY!HEY!HEY! MUSIC CHAMP』のハイライトは放送されなかった。

## あっぱれシリーズの終焉
番組は2009年9月27日放送分をもって終了し、同時に1988年11月に開始した『あっぱれさんま大先生』から21年近く続いたあっぱれシリーズも幕を閉じることが発表された。番組の終了後、フジテレビではそれまで『DO!深夜』枠で放送されていた『さんまのまんま』（関西テレビ制作、同局では土曜14時台に放送）が同時間帯へと移動した。またこれとは別に、本番組に代わるさんま司会の新番組『ホンマでっか!?TV』が2009年10月19日に『バラパラ』枠でスタートした。

## 出演者
- 新教授：明石家さんま
- 助手：斉藤舞子（フジテレビアナウンサー）
- レポーター：榎並大二郎（フジテレビアナウンサー、2008年10月5日 - ）
- ボブ（声：富田耕生、1999年9月10日 - ）
  - 助手の助手。CGキャラクター。アメリカ・ルイジアナ州出身。血液型B型。
- ジェニファー（声：水谷優子、2001年1月14日 - ）
  - 助手の助手。CGキャラクター。アメリカ・ウィスコンシン州出身。メガネっ娘。血液型A型。
- 聴講生（いわゆるゲスト）：中村玉緒、星野真里、西川貴教、中越典子、KABA.ちゃん、広田レオナ、真琴つばさ、有坂来瞳、長谷川初範、杉本哲太、岩城滉一、照英、上地雄輔、細川茂樹、今井雅之、金子昇、山本太郎、田畑智子、金子さやか、谷村美月、近藤芳正、永井大、高橋克実、渡辺えり、早乙女太一、浅見れいな、池田鉄洋、桐谷健太、水嶋ヒロ、田中幸太朗、成宮寛貴、本仮屋ユイカ、勝村政信、中尾明慶、片瀬那奈/他
  - 聴講生は、基本的に1回の放送につき3人が出演。
  - 中村、星野、西川、中越、KABA.ちゃん、広田、有坂は特に出演回数が多く、実質準レギュラーとなっていた。この7人は、第44回目の放送で一堂に会した。
  - また、2008年7月26日・27日に放送の『FNS27時間テレビ!! みんな笑顔のひょうきん夢列島!!』内コーナー「爆笑!!列島カーペット」に長谷川初範・広田レオナ・西川貴教・KABA.ちゃん・有坂来瞳・星野真里が「あっぱれ!!さんま新教授準レギュラー」としてゲストパネラーで出演した。

## ネット局と放送時間
| 放送対象地域   | 放送局                    | 系列                          | 放送日時                              | 備考 |
| -------------- | ------------------------- | ----------------------------- | ------------------------------------- | --- |
| 関東広域圏     | フジテレビ（CX）          | フジテレビ系列                | 日曜 13:10 - 13:55 日曜 13:00 - 13:45 | 制作局 |
| 岩手県         | 岩手めんこいテレビ（mit） | フジテレビ系列                | 不定期放送                            | |
| 福島県         | 福島テレビ（FTV）         | フジテレビ系列                | 土曜 10:55 - 11:40                    | |
| 新潟県         | 新潟総合テレビ（NST）     | フジテレビ系列                | 木曜 15:03 - 15:50                    | |
| 福井県         | 福井テレビ（FTB）         | フジテレビ系列                | 土曜 10:00 - 10:45                    | |
| 近畿広域圏     | 関西テレビ（KTV）         | フジテレビ系列                | 不定期放送                            | 2009年4月から平日午後の再放送枠で15分拡大の番組を放送の時に放送。                                                         |
| 岡山県・香川県 | 岡山放送（OHK）           | フジテレビ系列                | 不定期放送                            | 2009年4月には土曜 9:55 - 10:45に放送。平日午後の再放送枠（15:00 - 16:53）で15分拡大の番組を放送の時に放送する場合もあり。 |
| 高知県         | 高知さんさんテレビ（KSS） | フジテレビ系列                | 日曜 13:00 - 13:45                    | 2009年9月27日（関東での5月17日放送分）をもって打ち切り。                                                                  |
| 佐賀県         | サガテレビ（STS）         | フジテレビ系列                | 土曜 10:30 - 11:15                    | |
| 熊本県         | テレビ熊本（TKU）         | フジテレビ系列                | 土曜 10:55 - 11:40                    | 2008年7月12日放送開始。                                                                                                   |
| 大分県         | テレビ大分（TOS）         | 日本テレビ系列 フジテレビ系列 | 不定期放送                            | |

単発放送
- 北海道文化放送（uhb・北海道）- 2008年8月30日 9:45 - 10:40『密着!!27時間テレビ』の回のみ放送。通常放送についてはネットせず。また、同時間帯で『ペケ×ポン』の再放送を行っている。

## スタッフ

### 番組終了時のスタッフ
- 構成：大岩賞介、詩村博史、藤沢めぐみ、小山協子、金森直哉
- リサーチ：野村直子
- ＳＷ：高田治
- カメラ：藤本伸一
- ＶＥ：田畑司
- 音声：森田篤
- 照明：高木一成
- 音響効果：中村友美
- 編集：鈴木敬二（D-Craft）
- ＭＡ：阿部雄太
- 美術プロデューサー：清水淳司
- セットデザイン：山本修身
- 美術進行：村瀬大
- 大道具：菅原英一
- 装飾：井藤厚
- アクリル装飾：野田誠
- 衣裳：小濱祐見子
- スタイリスト：山下貢理子
- メイク：高梨由美子
- 植木装飾：佐川忠由
- マルチ：持田史武
- タイトル：山形憲一
- ＣＧ：笠原由起
- ＴＫ：楮本眞澄
- 編成：太田大
- 広報：島谷真理
- ディレクター：窪田豊、藤井貴代美、鈴木剛、大村嘉範、栗原大介
  - 鈴木以外は『ワンナイR&R』出演者のものまねレパートリーおよびコントキャラクターだった。
- 演出：三宅恵介
- プロデューサー：小松純也（2009年8月2日 - ）
- 技術協力：ニユーテレス、FLT、3×7、IMAGICA、マルチバックス
- 制作協力：ビスポ、MASTER XEBEC
- 制作：フジテレビバラエティ制作センター
- 制作著作：フジテレビジョン

### 過去のスタッフ
- アシスタントプロデューサー：亀高美智子
- プロデューサー：加茂裕治（ - 2009年7月19日）

## 関連番組
- あっぱれシリーズ
  - あっぱれさんま大先生
  - やっぱりさんま大先生
  - さんま大先生が行く!
  - あっぱれ!!さんま大教授
- さんまのまんま（関西テレビ） - フジテレビにおける後番組。
- ホンマでっか!?TV - 後継番組。